# ペリー・キッチン
ペリー・キッチン（Perry Kitchen 、1992年2月29日 - ）は、アメリカ合衆国インディアナポリス出身の元プロサッカー選手。現役時代のポジションはMF。

## 経歴

### 初期
アクロン大学ではダーリントン・ナグベらと共にNCAA男子ディビジョンIサッカーチャンピオンシップ優勝を果たした。またデベロップメントリーグのシカゴ・ファイヤー・プレミアでもプレーした。

### クラブ
RSCアンデルレヒトから獲得オファーがあったが、2011年のMLSスーパードラフトに参加。1巡目（全体3人目）でD.C. ユナイテッドに指名され入団した。3月19日、シーズン開幕戦のコロンバス・クルー戦でプロデビュー。5月29日のポートランド・ティンバーズ戦でプロ初ゴール。
2016年3月、スコティッシュ・プレミアシップのハート・オブ・ミドロシアンFCと2年半契約を結んだ。
2017年7月、デンマーク・スーペルリーガのラナースFCに加入。
2018年1月、ロサンゼルス・ギャラクシーに移籍。
2021年1月28日、コロンバス・クルーに移籍。
2022年10月26日、現役引退を表明した。

### 代表
各年代でアメリカ合衆国代表に選出されている。アンダー世代の主要大会ではCONCACAF U-17選手権2009、2009 FIFA U-17ワールドカップ、CONCACAF U-20選手権2011、2012年ロンドンオリンピックのサッカー競技・北中米カリブ海予選などに参加した。
2015年2月8日のパナマ戦でフル代表デビュー。

## タイトル
アクロン大学
- NCAA男子ディビジョンIサッカーチャンピオンシップ: 2010

D.C. ユナイテッド
- USオープンカップ: 2013

アメリカ合衆国代表
- ミルクカップ: 2010